# Сан Антонио Абад
Сан Антонио Абад (шп. San Antonio Abad) град је у Шпанији у аутономној заједници Балеарска Острва. Према процени из 2017. у граду је живело 24 478 становника.

## Становништво
Према процени, у граду је 2017. живело 24 478 становника.
| 2017.  |
| ------ |
| 24.478 |